# Бранкалеон, Леон
Леон Бранкалеон (Leone Brancaleone, Can. Reg. Di S. Frediano Of Lucca) — католический церковный деятель XII века. На консистории в декабре 1200 года был провозглашен кардиналом-дьяконом с титулом церкви Санта-Лючия-ин-Сельчи. В 1202 году стал кардиналом-священником с титулом церкви Санта-Кроче-ин-Джерусалемме. Участвовал в выборах папы 1216 (Гонорий III) и 1227 (Григорий IX) годов.